# Ostravská pánev
Ostravská pánev (polsky Kotlina Ostrawska, německy Ostrauer Becken) je geomorfologický celek na severní Moravě a ve Slezsku v geomorfologické oblasti Severních Vněkarpatských sníženin. Severní část Ostravské pánve tvoří česko-polskou státní hranici v Moravskoslezském kraji. 

## Urbanizace a průmysl
Jde o hustě obydlenou a urbanizovanou oblast (ostravská aglomerace). Těží se zde černé uhlí, vyskytuje se zde těžký průmysl. Nachází se zde národopisná oblast Lašsko. Nejdůležitější města jsou Ostrava, Karviná a Havířov.

## Vodstvo Ostravské pánve
Ostravskou pánví protéká veletok Odra s jejími největšími přítoky Opavou, Ostravicí a Olší, které patří do úmoří Baltského moře.

## Nejvyšší a nejnižší bod Ostravské pánve
Nejvyšším vrcholem jsou Kouty s nadmořskou výškou 337 m n. m., které se nacházejí v katastrálním území obce Sedliště, kde Ostravská pánev již přechází postupně v Podbeskydskou pahorkatinu.
Nejnižším bodem Ostravské pánve a zároveň také Moravskoslezského kraje je soutok Odry a Olše 195 m n. m., kde Ostravská pánev přechází v Ratibořskou kotlinu v Polsku.